# Es Torrent Fals

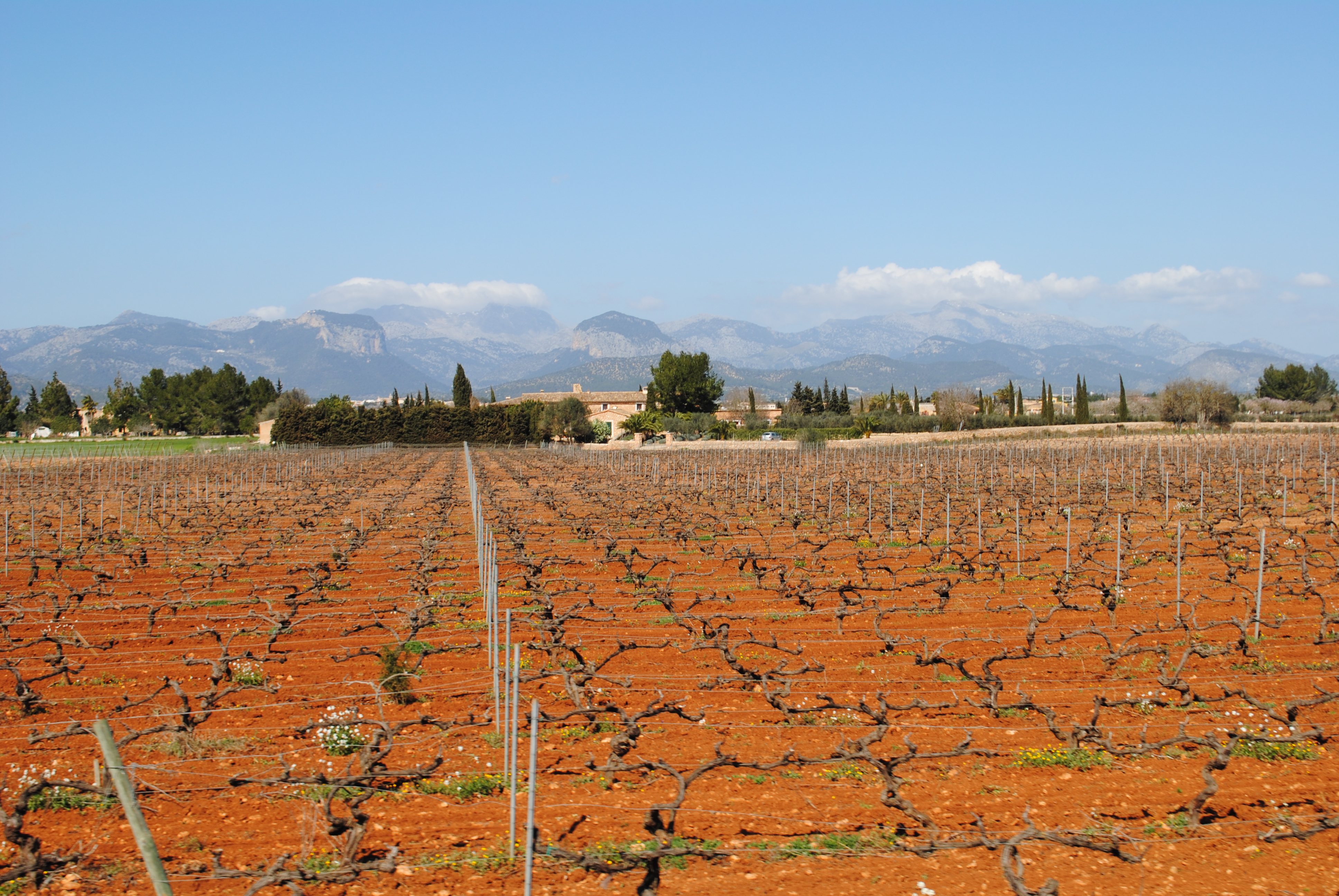
Cases i vinyes d'es Torrent Fals

Es Torrent Fals és una possessió de Santa Maria del Camí, situada devora el camí de Sencelles i la camada del terme.
És probable que la finca fos una part d'Arroengat (Buc). Situada a uns terrenys plans i amb terres pedregoses ha estat dedicada als vinyets des de temps molt antics. El 1527 ja és documentat Joanot Canyelles del Torrent Fals. El 1578 era de Joana Canyelles, viuda de Miquel Canyelles. El 1817 era propietat d'Antoni Canyelles i tenia 113 quarterades. El 1997 tenia 14 quarterades, totes sembrades de vinya.